# Stephen Breyer
Stephen Gerald Breyer (* 15. srpna 1938 San Francisco, Kalifornie) je americký právník, právní teoretik a bývalý soudce Nejvyššího soudu Spojených států amerických. Do této funkce byl nominován prezidentem Billem Clintonem 17. května 1994 a ve funkci byl od 3. srpna 1994. V letech 2020–2022 byl věkově nejstarším členem kolegia Nejvyššího soudu. V lednu 2022 oznámil svůj záměr v průběhu roku rezignovat. Jeho nástupkyní se 30. června 2022 stala Ketanji Brown Jacksonová.
Po studiích na Stanfordově univerzitě získal Marshallovo stipendium na Oxfordskou univerzitu a práva vystudoval na Harvardově univerzitě. V roce 1964 pracoval jako asistent soudce Nejvyššího soudu Arthura Goldberga. Počínaje rokem 1967 přednášel právo na právnické fakultě Harvardovy univerzity. Specializoval se na správní právo a napsal na toto téma řadu oblíbených učebnic. Poté se stal speciálním asistentem pro antimonopolní záležitosti v úřadu federálního státního zástupce (ministra spravedlnosti USA) a asistentem speciálního státního zástupce ve vyšetřování aféry Watergate v roce 1973. V letech 1980 až 1984 byl soudcem v Prvním okruhu Odvolacího soudu.
Ve své knize „Aktivní svoboda“ (angl. Active Liberty) učinil první pokus o komunikaci svých názorů na právní teorii. V knize se zasazuje o to, aby soudnictví rozhodovalo takovým způsobem, který umožní a podpoří zapojení veřejnosti do rozhodovacích procesů státu. Obvykle byl považován za člena liberálního křídla Nejvyššího soudu.